# Contulma fluminensis
Contulma fluminensis is een schietmot uit de familie Anomalopsychidae. De soort komt voor in het Neotropisch gebied.